# Amphidamas (roi de Chalcis)
Pour l’article homonyme, voir Amphidamas.
Amphidamas était un roi de Chalcis en Grèce antique ayant vécu au VIIIe siècle av. J.-C. C'était un contemporain d'Homère et d'Hésiode. 
Mort vers 730 av. J.-C., nous savons très peu de choses sur lui. Il nous est connu grâce à Hésiode qui participa à un concours de poésie organisé par ses fils lors de sa cérémonie funéraire. Hésiode l'aurait remporté face à Homère car ses poèmes célébraient la paix et non la guerre. Il reçut un trépied en récompense. 